# CSI 5-Men 2019
La CSI 5-Men 2019 è la 2ª edizione del campionato nazionale minore di football a 5 organizzato dal CSI. Il campionato è stato dosputato in giornata unica il 12 maggio 2019.
Si tratta di un campionato amatoriale, per il quale non è necessaria la presenza di coach certificati in campo, questo lo rende un campionato “entry level”, con costi contenuti e poche squadre partecipanti.

## Squadre partecipanti
| Club                | Città   | Stadio                       | Sponsor ufficiale | Risultato nella stagione precedente |
| ------------------- | ------- | ---------------------------- | ----------------- | ----------------------------------- |
| Commandos Brianza   | Lecco   | Centro Polisportivo Al Bione |                   | Secondo posto                       |
| Goblins Pescara     | Pescara |                              |                   | Esordienti                          |
| Steel Bucks Caserta | Caserta |                              |                   | Esordienti in 5men                  |

## Incontri
| Firenze 12 maggio 2019, ore 11:00 CEST | Goblins Pescara | 0 – 19 | Commandos Brianza | Guelfi Sport Center |

| Firenze 12 maggio 2019, ore 13:00 CEST | Steel Bucks Caserta | 20 – 12 | Goblins Pescara | Guelfi Sport Center |

| Firenze 12 maggio 2019, ore 15:00 CEST | Commandos Brianza | 31 – 8 | Steel Bucks Caserta | Guelfi Sport Center |

## Classifica
- PCT = percentuale di vittorie, G = partite giocate, V = partite vinte, P = partite perse, PF = punti fatti, PS = punti subiti

| Pos. | Squadra             | PCT   | G | V | P | PF | PS |
| ---- | ------------------- | ----- | - | - | - | -- | -- |
| 1    | Commandos Brianza   | 1.500 | 2 | 2 | 0 | 50 | 8  |
| 2    | Steel Bucks Caserta | .500  | 2 | 1 | 1 | 28 | 43 |
| 3    | Goblins Pescara     | .000  | 2 | 0 | 2 | 12 | 39 |

## Verdetti
- Commandos Brianza Campioni CSI 5-Men 2019.